# Edipo (Enescu)
Edipo (título original en francés, Œdipe) es una ópera en cuatro actos con música de George Enescu, basada en el relato mitológico de Edipo, y sobre un libreto en francés de Edmond Fleg. Se estrenó en la Ópera Garnier de París el 13 de marzo de 1936.

## Historia
Enescu tuvo la idea de componer una ópera inspirada por Edipo incluso antes de encontrar un libreto y empezó a esbozar la música para ella en 1910. El primer borrador del libreto de Fleg llegó en 1913. Enescu terminó la música en 1922 y la orquestación en 1931.  La ópera se estrenó en la Ópera Garnier de París el 13 de marzo de 1936.  La primera producción alemana fue en Berlín en 1996, en una producción que posteriormente viajó a la Ópera Estatal de Viena.  El estreno estadounidense fue en 2005 en la Universidad de Illinois en Urbana-Champaign.
Para 14 voces solistas - el personaje titular interpretado por un bajo-barítono - es en cuatro actos y seis escenas con libreto de Edmond Fleg.
Esta ópera rara vez se representa en la actualidad; en las estadísticas de Operabase aparece con sólo 7 representaciones en el período 2005-2010, siendo la primera de Enescu y la primera de Rumania.

## Discografía
- Oedipe / José van Dam, Brigitte Fassbaender, Marjana Lipovsek, Barbara Hendricks, Gabriel Bacquier, Nicolai Gedda, Joyceline Taillon / Lawrence Foster, Orquesta Filarmónica de Montecarlo, Coro Orfeón Donostiarra, 1989, EMI.